# Дама з собачкою (фільм)
«Дама з собачкою» (рос. «Дама с собачкой») — російський радянський художній фільм, поставлений на Ленінградської ордена Леніна кіностудії «Ленфільм» в 1960 році режисером Йосипом Хейфицем за однойменним оповіданням А. П. Чехова.
Фільм знятий до сторіччя з дня народження А. П. Чехова. Прем'єра в СРСР відбулася 28 січня 1960 року.

## Зміст
Дмитра Дмитровича Гурова одружили ще другокурсником. Як мовиться, з двома будинками одружили. Гарний посаг, певна стабільність, здорові діти, енергійна дружина — не гірше, ніж у інших. Та кохання — справжнього, безмежного, сильного і тендітного, ніжного, такого, щоб хотілося літати — зустріти йому не довелося. Відпочиваючи в Ялті, він зустрів Ганну Сергіївну — ту єдину, яку повинен був послати йому Бог багато, багато років тому. Та послав тільки зараз — на щастя, звичайно, але і на муку.

## Ролі
- Ія Саввіна — Анна Сергіївна
- Олексій Баталов — Гуров
- Ніна Алісова — дружина Гурова
- Дмитро Зебров — Дидериц, чоловік Ганни Сергіївни
- Пантелеймон Кримов — Олексій Степанович
- Юрій Медведєв — чиновник, партнер по карткових іграх Докторського клубу
- Г. Розанов
- Юрій Свірин
- Володимир Еренберг — приятель Гурова
- Галина Баришева
- Кирило Гун (в титрах зазначений як — К. Гун)
- Зінаїда Дорогова
- Михайло Іванов — портьє
- Георгій Куровський — співак, гість Гурових
- Світлана Мазовецька — дочка губернатора Саратова
- Олександр Орлов — артист з гітарою
- Павло Первушин
- Мар'яна Сафонова
- Лев Степанов — продавець собачки Фру-фру
- У титрах не вказані:
- Микола Кузьмін — другий продавець собачки Фру-фру
- Любов Малиновська — дама в театрі
- Раднер Муратов — офіціант в ялтинському кафе
- Тамара Тимофієва — гостя у вітальні
- Яків Гудкін, Аріф Урусов

## Знімальна група
- Сценарій і постановка — Йосипа Хейфіца
- Оператори — Андрій Москвін, Дмитро Месхієв
- Режисер — Семен Дерев'янський
- Художники — Белла Маневич, Ісаак Каплан
- Композиторка — Надія Симонян
- Звукооператор — Арнольд Шаргородський
- Художник-гример — Василь Ульянов
- Монтажерка — Олена Баженова
- Редакторка — Ірина Тарсанова
- Консультанти — Г. А. Бялий, В. Глінка
- Директор картини — Мойсей Генденштейн

## Фестивалі та призи
- 1960 — XIII МКФ в Каннах (Франція): Спеціальний приз (Ія Саввіна), Приз найкращій національній програмі «За гуманізм і виняткові художні якості» (разом з фільмом «Балада про солдата»)
- 1960 — IV Міжнародний огляд фестивальних фільмів в Лондоні (Англія): Почесний диплом за режисуру (Йосип Хейфиц)
- 1961 — Британська кіноакадемія: Диплом «За образотворче рішення фільму» (Ісаак Каплан, Белла Маневич)
- 1962 — Премія «Юссі» в Гельсінкі (Фінляндія): Почесний диплом іноземному акторові (Олексій Баталов)
- 1963 — Премія BAFTA в Лондоні (Англія): Участь у конкурсній програмі